# Andalo Valtellino
Andalo Valtellino är en ort och kommun i provinsen Sondrio i regionen Lombardiet i Italien. Kommunen hade 563 invånare (2018).